# 爱就是力量
《爱就是力量》（日語：愛は力）是中国歌手阿兰·达瓦卓玛以alan之名与男高音歌手福井敬合作发行的单曲，于2011年1月1日发行。这首歌是东京电视台于2011年1月2日放送的新春大型时代剧的主题歌。

## 公信榜销售情况
累积售出:878张

## 收录内容
1. 作词：なかにし礼 作曲：浜圭介